# Rue de Bièvre
Pour les articles homonymes, voir Bièvre.
La rue de Bièvre est une voie située dans le quartier Saint-Victor du 5e arrondissement de Paris.

## Situation et accès
La rue de Bièvre est desservie par la ligne 10 à la station Maubert - Mutualité.

## Origine du nom
Une dérivation de la rivière de Bièvre, le « canal des Victorins » creusé au XIIe siècle pour alimenter l'abbaye Saint-Victor, passait à cet endroit pour se jeter dans la Seine à l'extrémité de la rue des Grands-Degrés, ce qui lui a donné le nom de « rue de Bièvre ». Le creusement en 1356 d'une dérivation parallèle le « canal d'Alez » longeant l'enceinte de Philippe-Auguste assèche dès la fin du XIVe siècle le canal des Victorins, qui devient un réceptacle d'immondices. Ce canal qui passait entre la rue de Bièvre et la rue des Bernardins est peu à peu comblé jusqu'au XVIIe siècle.

## Historique

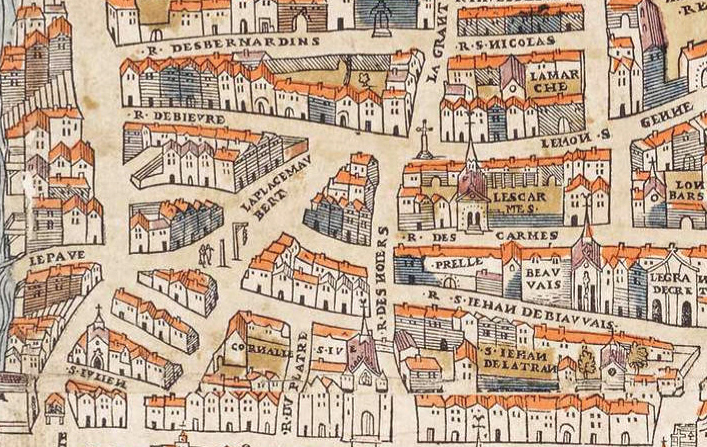
Rue de Bièvre (R.DEBIEVRE), partie haute et senestre de l'image, sur le plan de Truschet et Hoyau (1550).
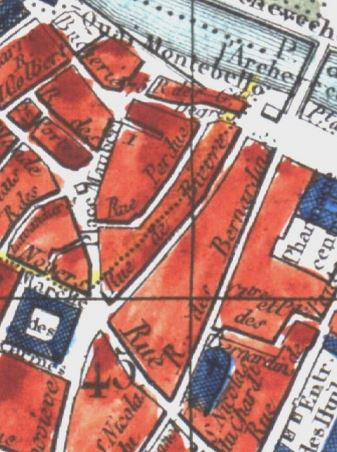
Rue de Bièvre - plan de Paris d'Ambroise Tardieu - 1839.

Cette très ancienne rue de Paris, déjà nommée ainsi en 1224 sur les cartes et écrits de l'époque, doit son nom au canal de dérivation qui amenait l'eau de la Bièvre dans les jardins de l'abbaye Saint-Victor, selon Jacques Hillairet, historien de Paris. Ce canal se jetait ensuite dans la Seine après avoir longé le sentier devenu la rue de Bièvre, l'embouchure du cours principal de la rivière (recouvert puis comblé au début du XXe siècle) étant située près de l'actuelle gare d'Austerlitz.
Elle est citée sous le nom de « rue de Bièvre » dans un manuscrit de 1636.
Avant l'ouverture de la rue Monge et du boulevard Saint-Germain, la rue de Bièvre reliait le quai de la Tournelle à la rue Saint-Victor de l'époque.
De 1981 à 1995, la rue est fermée à la circulation en raison du domicile de François Mitterrand, alors président de la République, situé au no 22 de la rue.

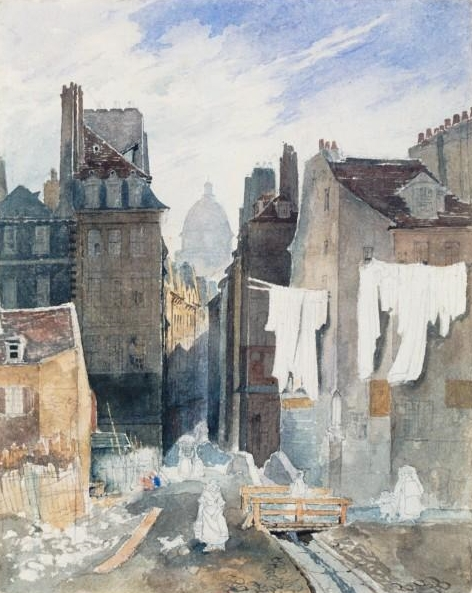
Rue de Bièvre au XIXe siècle : séchage du linge après la lessive.
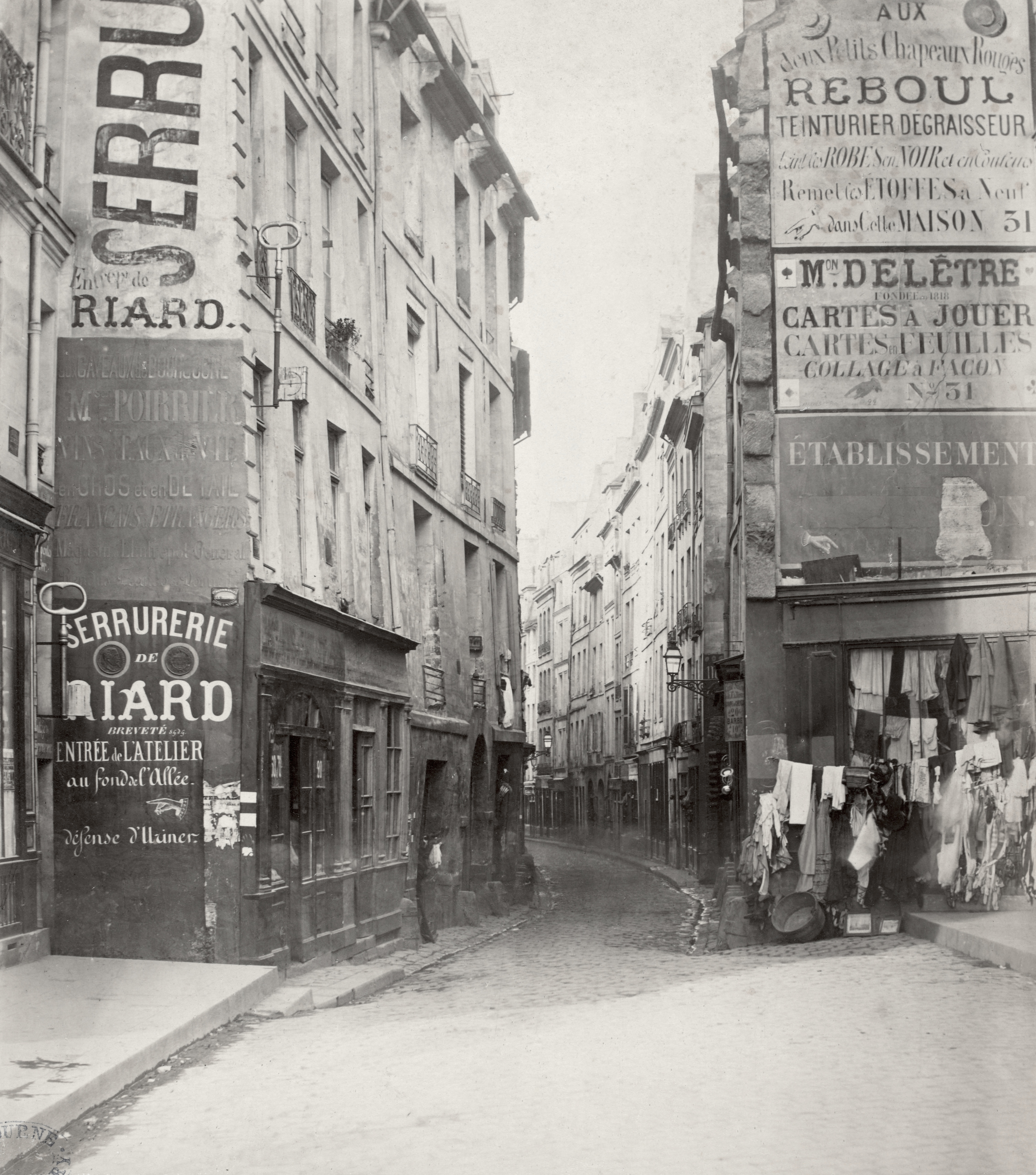
La rue de Bièvre vue depuis le boulevard Saint-Germain, vers 1853 (photographie de Charles Marville).
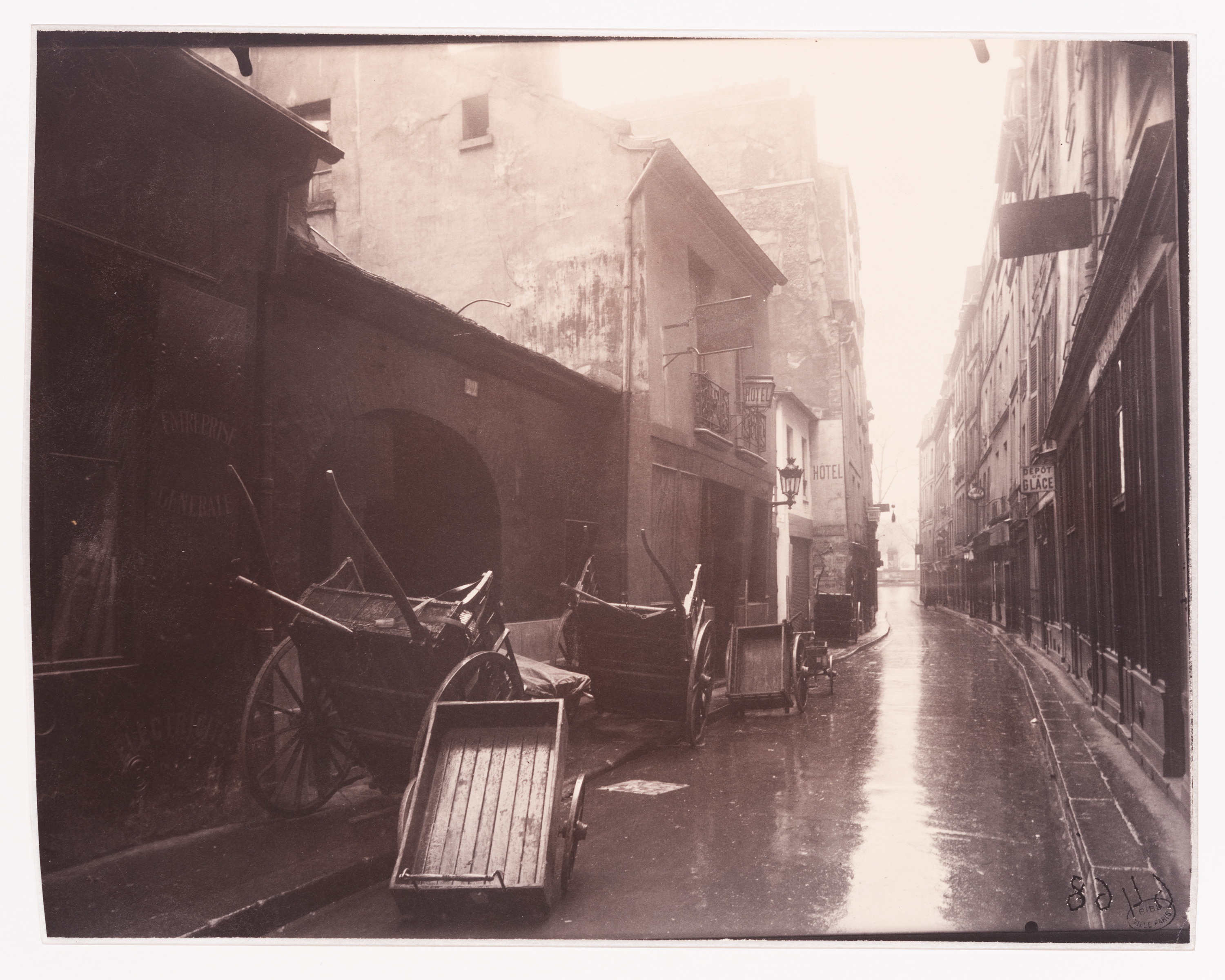
Vue de la rue en 1924 (photographie d'Eugène Atget).
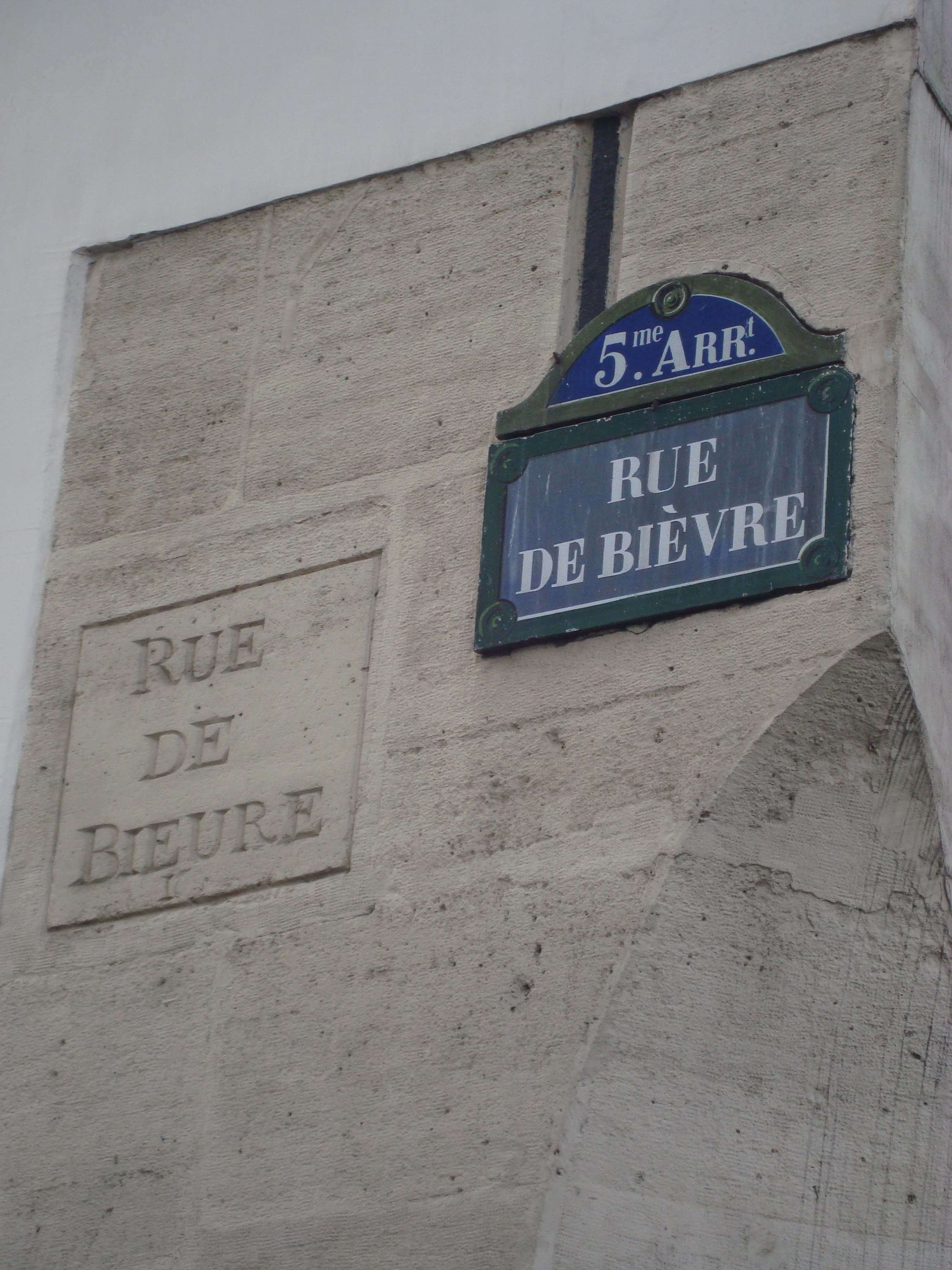
Plaques d'hier et d'aujourd'hui.

## Bâtiments remarquables et lieux de mémoire
- Dante résida dans cette rue lors de son séjour à Paris[4].
- Le poète Crébillon y résida également à l'aube de sa carrière[5].
- Restif de la Bretonne, surnommé le « Casanova des taudis », y logea entre 1776 et 1781 au numéro 44[5].
- Le collège de Chanac Pompadour fut fondé dans cette rue en 1338 par Guillaume de Chanac.
- Louis d'Ailleboust de Coulonge, futur gouverneur de la Nouvelle-France, demeurait dans cette rue en 1638[6].
- No 1 bis : dans Rue des Maléfices, Jacques Yonnet évoque le no 1 bis dans le chapitre « La maison qui n'existe plus[7] ».
- No 2 : l'homme de télévision et écrivain Max-Pol Fouchet demeura à ce numéro. La maison appartient ensuite à sa fille.
- No 12 : statue de Saint-Michel provenant du collège de Chanac Pompadour[8].
- No 20 : square Danielle-Mitterrand, dénommé, avant 2013, « jardin de la rue de Bièvre ».
- No 21 : le graveur Jean-François Pourvoyeur (1784-1851) demeura à cette adresse[9].
- No 22 : hôtel du XVIIe siècle formé par la réunion de deux maisons plus anciennes[10]. La rue tient également sa notoriété contemporaine au fait que François Mitterrand eut son domicile privé de 1972 à 1995 à ce numéro[11]. La rue fut fermée à la circulation pendant ses deux septennats[12].
- No 28 : la marquise de Brinvilliers loue un appartement à cette adresse et rencontre son amant, le capitaine Godin de Sainte-Croix, qui demeurait impasse Maubert[13].
- No 31 : construction de style Louis XIII[14].
- L'écrivain Frédéric Beigbeder a habité cette rue durant sa jeunesse[15].

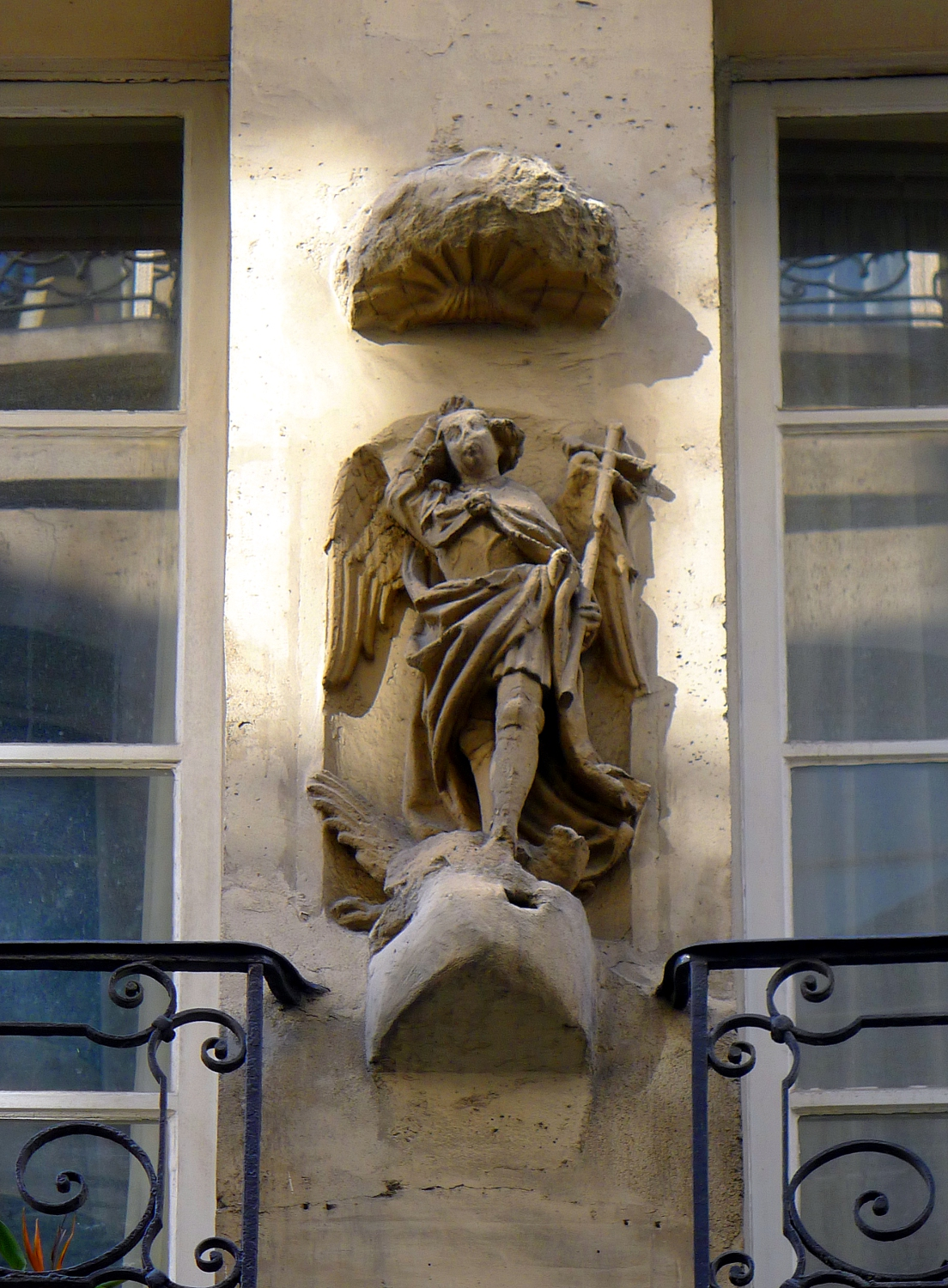
No 12, statue de l'archange saint Michel terrassant le dragon (à l'emplacement de l'ancien collège Saint-Michel).
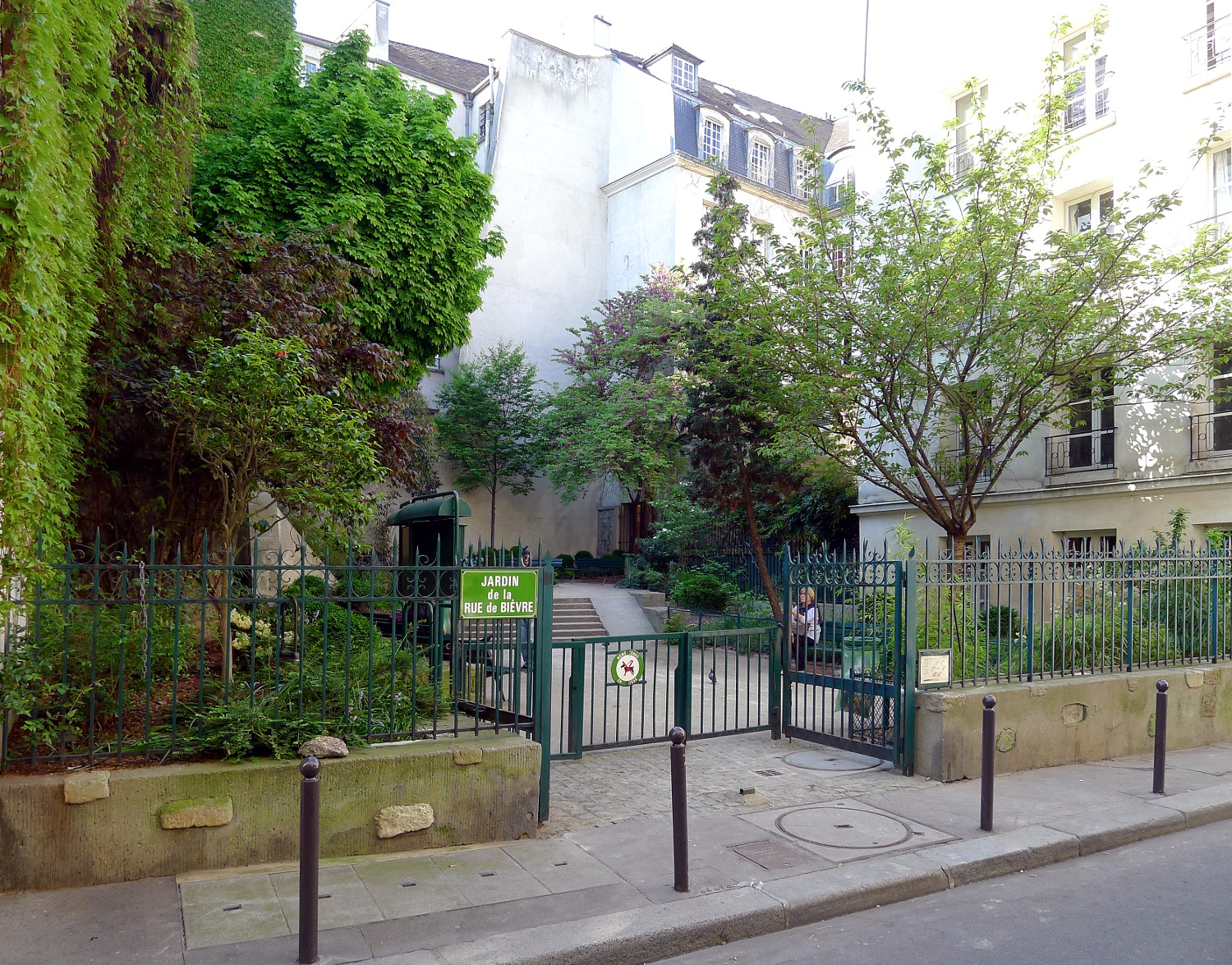
No 20 : le square Danielle-Mitterrand (avant son changement de nom).
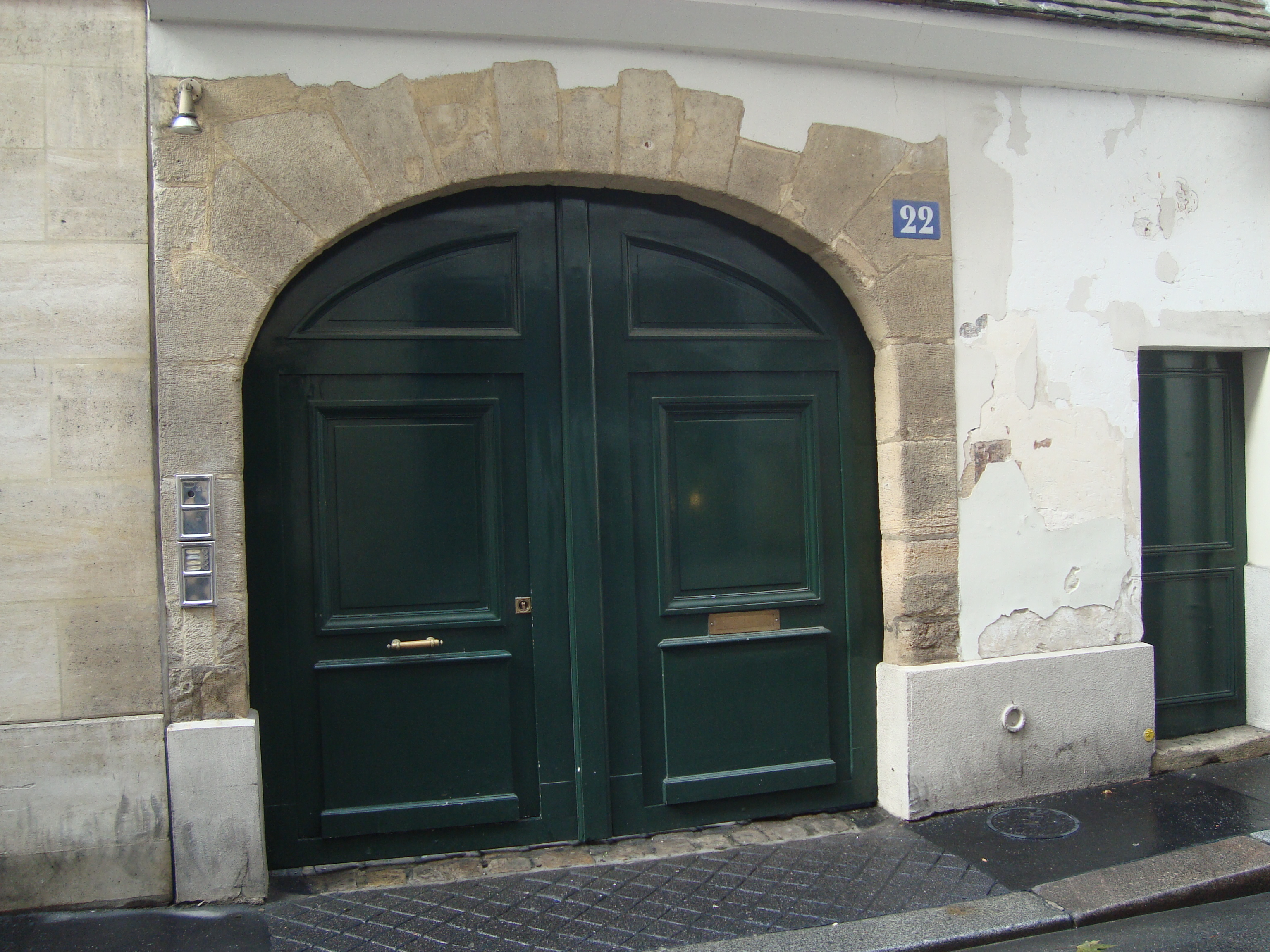
Le no 22 de la rue où vécut François Mitterrand.
Art urbain au niveau du n°29.
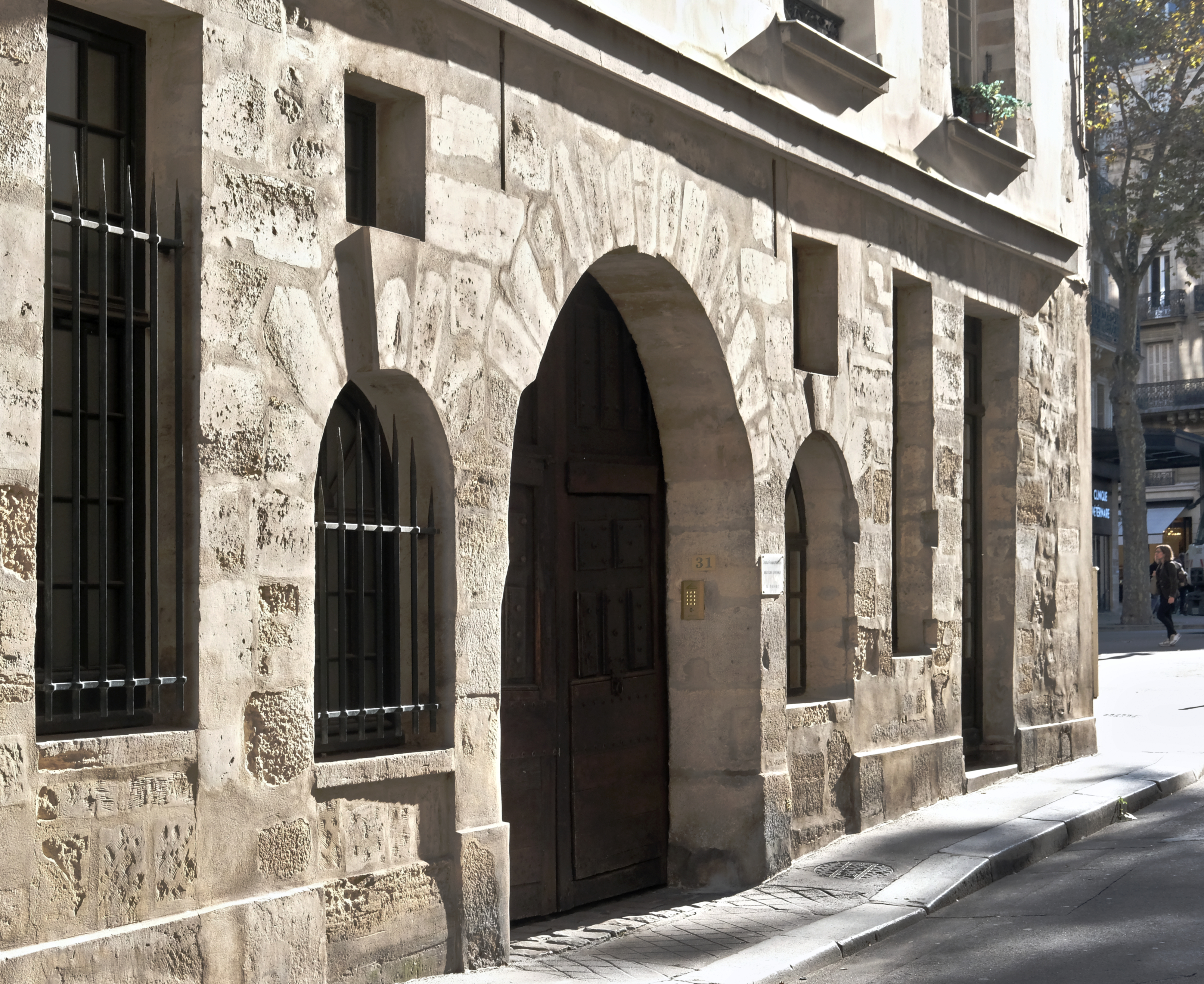
Le no 31.

### Cinéma
- La rue a servi, en mai 2018, pour le tournage du long métrage de Wagner de Assis (pt) Kardec[16].